# バレーボール香港男子代表
バレーボール香港男子代表は、バレーボールの国際大会で編成される香港の男子バレーボールナショナルチームである。

## 歴史
1959年に国際バレーボール連盟へ加盟。イギリス領香港時代の1983年アジア選手権に初出場。アジア選手権には5回出場を果たしているが、チームにとっての最高位は初出場時の10位である。世界選手権大陸予選に出場していないためポイントを獲得できず、2010年1月付のFIVBランキングは105位に留まっている。

## 過去の成績

### オリンピックの成績
- 出場なし

### 世界選手権の成績
- 出場なし

### アジア選手権の成績
- 1983年 - 10位
- 1989年 - 14位
- 2001年 - 12位
- 2005年 - 18位
- 2009年 - 17位